# Tocoa
Tocoa é uma cidade de Honduras localizada no departamento de Colón.